# في جو من الندم الفكري
في جو من الندم الفكري كتاب لعبد الفتاح كيليطو الحاصل على جائزة الملك فيصل العالمية في اللغة العربية والأدب عام 2023، هو عمل تأملي يمزج بين السيرة الذاتية والفكر النقدي، ويتناول علاقة الكاتب بالقراءة والكتابة واللغة والذاكرة. كما يتجنب الاقتصار على التحليل الأكاديمي التقليدي، ويعتمد في المقابل مقاربة تأملية تتبع أثر التجربة الشخصية في القراءة والتعلّم والذاكرة.

## عنوان الكتاب
يستمد عبد الفتاح كيليطو عنوان كتابه في جو من الندم الفكري من مقولة للفيلسوف الفرنسي غاستون باشلار، جاء فيها: «إذا ما تحررنا من ماضي الأخطاء، فإننا نلقي الحقيقة في جو من الندم الفكري... بالقضاء على معارف سيئة البناء».
يشكل الكتاب امتدادًا لسيرة كيليطو الفكرية، حيث تتداخل فيه الأبعاد الذاتية مع التأملات النقدية. ويُعدّ الإقرار بالتراجع والاعتراف بنقص المعرفة سمة بارزة في هذا العمل، باعتبارهما جزءًا من المسار الطبيعي للتفكير والتعلّم الأدبي.

## الأهداف والغايات
يسعى الكتاب إلى تحقيق مجموعة من الغايات المتصلة بتجربة الكتابة والقراءة، ومن أبرزها:
التأمل في فعل القراءة والكتابة: ينطلق كيليطو من سؤال بسيط ظاهريًا: "ما أول كتاب قرأته؟"، ليخلص إلى أن البدايات في هذا المجال لا تُدرك غالبًا إلا بأثر رجعي، وأن اللحظة الأولى في القراءة أو الكتابة ليست نهائية ولا يقينية، بل خاضعة لإعادة التفسير والتأويل مع مرور الزمن.
النقد الذاتي والإقرار بالخطأ: يؤكد المؤلف أن الخطأ ليس مجرد مرحلة عارضة، بل مكون أساسي من عملية الكتابة. ويرى أن الوعي بالنقص المعرفي والتأمل في مواطن القصور يشكلان دافعًا للنضج والتطور الفكري، أكثر من الاكتفاء باليقينيات الجاهزة.

## المحتوى
يشتمل الكتاب على مقاطع ومقالات متنوعة، من أبرزها:
- المقامات: يستهل به كيليطو كتابة الكتاب، ويتحدث فيه عن بدايات الكتابة والقراءة. يرى أن شغف القراءة منذ الطفولة قد يرسم مصير الإنسان التعليمي والمهني. يعود هنا إلى صورة الطفل الذي يهجَّى أولى حروفه، وكيف يقود هذا الشغف إلى عوالم النصوص.
-شارل بيلا: يحكي موقفاً طريفاً عن المستعرب الفرنسي شارل بيلا (مُترجم كتاب الجاحظ "البخلاء")، حيث سقط اسمه عن غلاف الطبعة الفرنسية الجديدة مما جعل بعض القراء يظنون أن الجاحظ هو صاحبها بالفرنسية. يعلق كيليطو مازحاً بأن «الجاحظ قد أصبح بين الفرانكوفونيين، صار معاصراً لنا، صار مغربياً أو مغاربياً»، مستعيراً صورة الجاحظ مرتدياً نظارات شمسية وسترة أوروبية. تُستخدم هذه الحكاية لتسليط الضوء على مشكلات الترجمة وهوية الكاتب، وكيف يمكن للخطأ الطباعي أو الإهمال في أسماء المترجمين أن يغيّر تصور القراء.
- فن الخطأ: يناقش الكاتِب هنا طبيعة الخطأ في عملية الكتابة.  أن الأخطاء جزءٌ لا يتجزأ من ماهية الكتابة. ينقل المؤلف كيف كان يعتبر الخطأ في الصغر عَرَضياً يمكن تجنبه بالتدقيق والتركيز، لكنه تغير رائيه كلياً بعد طول تجربة: «اتضح لي أن الخطأ ليس شيئاً يحدث أو لا يحدث، بل على العكس هو المكونُ الأساس للكتابة… أن تكتب معناه أن تخطئ».
- الفتحة التي تختفي وراء الكسرة: يتناول فيه كيليطو لعبَةً لغوية من كتابه السابق «بِحِبرٍ خفيّ»، حيث يفتح تأويلاً حول كسرة حرف الحاء التي كان من الممكن أن تصبح فتحة، فيتغير معنى الكلمة (مما يحيل إلى كلمة «حبر»). بهذا يسترسل في فكرةٍ أكبر عن كيف أن تغييراً بسيطاً في حركة لفظية قد يكشف تأويلاً جديداً للنص. وبوصفه ناقداً للغة، يستعرض أهمية الدلالات الفرعية المخبأة في النص العربي.
- العُميان: يتوسع فيها كيليطو في مفهوم «العمى» ليس بوصفه فقدان بصر، بل كمجاز للغفلة عن المعنى أو عدم الإدراك. يستعرض هنا علاقة خورخي لويس بورخيس بالأدب العربي وبابن رشد (أفلوطين المعلّم)، وكيف كان كلاهما يبحث عن المعاني في ترجماته. يذكر كيف كان بورخيس يسأل بأي لغة سيموت، ويشير إلى المفارقة التاريخية التي مات فيها بورخيس في السنة التي بدأ فيها تعلّم العربية. هكذا يربط الكتابُ بين العُمى المتمثل بالجهل وعدم الفهم وبين الاندماج في ثقافة غير مألوفة.
- "على هامش الرؤيا"» و "وكأني به...": تعالجان موضوعات متصلة بالرؤيا والأحلام (يذكر أن كيليطو كان قد ألف كتاباً بعنوان «أنبئوني بالرؤيا»). يستمر فيهما في استعراض تجاربه مع الرموز والتفسيرات، وربما يكمل سيرته الذاتية/الاعترافية إذ يستخدم صيغة المتكلم ليخبر عن اختباره الحسي والذهني أثناء القراءة والكتابة.
- النقطة الفاصلة:  يضيء هذا المقال على أدوات الكتابة نفسها. يتعمق كيليطو في فكرة اللا نهاية التي يفرضها على نصوصه: فالنص لم ينتهِ بمجرد كتابته بل يظل مفتوحاً للتعديل، كما أن علامات الترقيم (وخاصة الفاصلة المنقوطة) تحمل دلالة استباقية لشيء زائد لم يُنطق بعد. بذلك يجسد الكتاب عملياً فكرة الكتابة «بأكثر من مقطع»، ويؤكد أن دور المؤلف يستمر حتى بعد النشر.
- أخت فرنسوا الأول: تشير إلى مارغريت دفالوا نافار (أخت الملك فرنسوا الأول)، وهي صاحبة مؤلفات أدبية بارزة في عصر النهضة. رغم عدم توفر نص المقال كاملاً، يبدو أن كيليطو يرجع فيها إلى موقف شخصي أو نقاش مع أستاذٍ فرنسي حول هذه الشخصية التاريخية. قد يكون الموضوع مرتبطاً بالتاريخ الثقافي اللغوي بين فرنسا والعالم العربي، وبالذي تستحضره هذه الشخصية من تقاطعات حضارية.
- بورخيس هو الجار: يواصل معالجة بورخيس في مقال مستقل، مع التركيز على صلة الروائي الأرجنتيني بالأدب العربي. العنوان يوحي بقراءة تقليدية لـ«الجار» الأدبي، فبورخيس هو جار الكاتِب في حيّ الأدب العالمي، وتُعرض في النص أدلة وشواهد على تأثر بورخيس بالثقافة العربية وترجماته.
- مجرد حرف: يعود كيليطو فيه إلى تجربته في ثنائية اللغات كما عُرضت في كتابه «لن تتكلم لغتي»، مستحضراً أهمية كل حرف في العملية الكتابية. المقال قد يعرض فكرة أن كل «حرف» (حتى أيّام ثنائية اللغة) يحمل ثقل المعنى والدلالة، ويظهر التداخل اللغوي الذي يعيشه الكاتب بين العربية والفرنسية.
- لهذا نقرأ الأدب الكلاسيكي...: يتناول هنا موضوع قراءة الكلاسيكيات. يلفت كيليطو إلى معضلة القارئ أمام الآباء والأمهات الكبار للأدب: إما أن يقرأها بغرض فائدة يرجوها منها، أو أن يتخلى عنها مما يجنبه متاعب الفهم. هكذا يعالج شغف القراءة من زاوية نقدية، متسائلاً ضمنياً عن جدوى قراءة الموروث وتأثيره على المتلقي الحديث.
- جَيِّد... هذا الأمر: يتناول الشعور الذاتي بالذنب والرضا. يعترف كيليطو في هذا القسم بالخجل من افتتانه بالكتابة بالفرنسية وخجله حين رغب مفاجأةً في إصدار نص عربي. يقول إنه شعر بالخجل وكأن «أخطأ اللغة»، ثم يقر بأنه كان يشعر بذنب تجاه لغته الأم التي «هضمتها» ثقافة اللغة الأجنبية. لكنه سرعان ما يعوّض ذلك بتحوّله الراهن نحو العربية، مبرراً الأمر بأنه ربما يريد التضامن مع مؤلفين أحبهم في صغره – وهم من الأدب العربي المقرؤ به. يعبر هذا المقال عن صراع الهوية اللغوية والطمأنينة الجديدة التي وجدها الكاتب في الاعتراف بلغته الأولى.
- الواحدة بعد الألف: ختام الكتاب، وعنوانه يوحي باستحضار «ألف ليلة وليلة» (حيث تأتي «الليلة الأولى بعد الألف» مجازياً كقصة إضافية). لا تتوفر معلومات وافية عن محتواه، لكن على الأرجح هو استكمال رمزي لمسيرة الحكي والسرد الممتد، وكذلك استدعاء لقواميس الحكاية التي لا تنتهي؛ بما يختتم به كيليطو جولة تأملاته عن الكتابة والقراءة والندم الفكري.

## التقييم والنقد
حظي كتاب في جو من الندم الفكري باهتمام من بعض النقاد، الذين رأوا فيه امتدادًا لتجربة عبد الفتاح كيليطو في التأمل في الكتابة والقراءة. وقد وُصف العمل بأنه أقرب إلى "سيرة تعلم"، تُمثّل فيها فكرة الندم مدخلًا لإعادة التفكير في المعرفة والتكوين الثقافي.
كما أشار قرّاء ومهتمون إلى الطابع المختصر والحي للكتاب، الذي يتوزع على مقالات قصيرة تجمع بين التأملات النقدية والتجربة الذاتية، ما جعله في نظر البعض نصًا يسيرًا وغنيًّا في آن.

## اقتباس
يقول كيليطو في كتابه:
«حين كنا تلاميذاً كان معلمونا ينصحوننا، بخصوص تمرين الإنشاء أن نراجع ما كتبنا بهدف استدراك ما قد يكون فيه من أخطاء لغوية قبل أن نسلمه لهم للتصحيح. كنا نعتبر الخطأ شيئاً عرضياً، مرده إلى الإهمال ويكفي قدر من التركيز لتلافيه مراجعة سريعة وتنتهي مهمتنا، هكذا كنا نرى الأمر. أما اليوم فإنني أعيد النظر في ما كتبت عشرات المرات، ولا أتوقف إلا وفي ذهني أنني إن أعدت القراءة سأكتشف هفوات جديدة خلافاً لما كنت أعتقد في صغري، اتضحلي أن الخطأ ليس شيئاً يحدث أو لا يحدث، إنه على العكس المكون الأساس للكتابة، معدنها وطبعها. أن تكتب معناه أن تخطئ تساءل رولان بارت عن السكرتيرة المثالية التي لا ترتكب أخطاء حين تقوم برقن نص من النصوص، وأجاب: ليس لها لاوعي».